# Wahlkreis Selvazzano Dentro
Der Wahlkreis Selvazzano Dentro ist seit 2020 ein Wahlkreis (italienisch collegio elettorale) für die Wahl der Abgeordnetenkammer.

## Wahlkreisgebiet
| Wahlkreise – Camera dei deputati – Venetien | Wahlkreise – Camera dei deputati – Venetien | Wahlkreise – Camera dei deputati – Venetien                                                             |
| Provinz                                     | Provinz                                     | Gemeinden nach Provinzen ⮞ Wahlkreis                                                                    |
| ------------------------------------------- | ------------------------------------------- | --- |
|                                             | Metropolitanstadt Venedig (44 Gemeinden)    | 17 ⮞ Wahlkreis Venedig 27 ⮞ Wahlkreis Chioggia                                                          |
|                                             | Provinz Belluno (61 Gemeinden)              | alle ⮞ Wahlkreis Belluno                                                                                |
|                                             | Provinz Padua (102 Gemeinden)               | 25 ⮞ Wahlkreis Padua 41 ⮞ Wahlkreis Selvazzano Dentro 36 ⮞ Wahlkreis Rovigo                             |
|                                             | Provinz Rovigo (50 Gemeinden)               | alle ⮞ Wahlkreis Rovigo                                                                                 |
|                                             | Provinz Treviso (94 Gemeinden)              | 36 ⮞ Wahlkreis Treviso 41 ⮞ Wahlkreis Castelfranco Veneto 16 ⮞ Wahlkreis Belluno 1 ⮞ Wahlkreis Chioggia |
|                                             | Provinz Verona (98 Gemeinden)               | 41 ⮞ Wahlkreis Verona 57 ⮞ Wahlkreis Villafranca di Verona                                              |
|                                             | Provinz Vicenza (114 Gemeinden)             | 51 ⮞ Wahlkreis Vicenza 63 ⮞ Wahlkreis Bassano del Grappa                                                |

Der Wahlkreis umfasst 41 Gemeinden der Provinz Padua (Borgoricco, Cadoneghe, Campo San Martino, Campodarsego, Campodoro, Camposampiero, Carmignano di Brenta, Cervarese Santa Croce, Cittadella, Curtarolo, Fontaniva, Galliera Veneta, Galzignano Terme, Gazzo, Grantorto, Limena, Loreggia, Massanzago, Mestrino, Noventa Padovana, Piazzola sul Brenta, Piombino Dese, Rovolon, Rubano, Saccolongo, San Giorgio delle Pertiche, San Giorgio in Bosco, San Martino di Lupari, San Pietro in Gu, Santa Giustina in Colle, Selvazzano Dentro, Teolo, Tombolo, Torreglia, Trebaseleghe, Veggiano, Vigodarzere, Vigonza, Villa del Conte, Villafranca Padovana und Villanova di Camposampiero).

## Wahlergebnisse

### Parlamentswahl 2022
| Kandidaten                          | Kandidaten                | Stimmen | %    | Listen                                                  | Stimmen | %    |
| ----------------------------------- | ------------------------- | ------- | ---- | ------------------------------------------------------- | ------- | ---- |
|                                     | Massimo Bitoncigewählt    | 122.122 | 59,1 | Fratelli d’Italia                                       | 67.867  | 32,9 |
| Lega per Salvini Premier            | Massimo Bitoncigewählt    | 122.122 | 59,1 | 33.347                                                  | 16,1    |      |
| Forza Italia                        | Massimo Bitoncigewählt    | 122.122 | 59,1 | 15.173                                                  | 7,3     |      |
| Noi Moderati                        | Massimo Bitoncigewählt    | 122.122 | 59,1 | 5.735                                                   | 2,8     |      |
|                                     | Karia Maccarrone          | 43.214  | 20,9 | Partito Democratico – Italia Democratica e Progressista | 30.790  | 14,9 |
| +Europa                             | Karia Maccarrone          | 43.214  | 20,9 | 6.133                                                   | 3,0     |      |
| Alleanza Verdi e Sinistra           | Karia Maccarrone          | 43.214  | 20,9 | 5.661                                                   | 2,7     |      |
| Impegno Civico – Centro Democratico | Karia Maccarrone          | 43.214  | 20,9 | 630                                                     | 0,3     |      |
|                                     | Maria Antonietta Auditore | 16.634  | 8,1  | Azione – Italia Viva                                    | 16.634  | 8,1  |
|                                     | Rosa Valentino            | 10.775  | 5,2  | Movimento 5 Stelle                                      | 10.775  | 5,2  |
|                                     | Lina Manuali              | 5.199   | 2,5  | Italexit per l’Italia                                   | 5.199   | 2,5  |
|                                     | Michela Cattozzo          | 4.850   | 2,3  | Vita                                                    | 4.850   | 2,3  |
|                                     | Nicola Degani             | 2.064   | 1,0  | Italia Sovrana e Popolare                               | 2.064   | 1,0  |
|                                     | Emanuele Caon             | 1.658   | 0,8  | Unione Popolare                                         | 1.658   | 0,8  |
| Gesamt                              | Gesamt                    | 206.516 | 100  |                                                         | 206.516 | 100  |
|                                     |                           |         |      |                                                         |         |      |
| Ungültige Stimmen                   | Ungültige Stimmen         | 9.082   | 4,2  |                                                         |         |      |
| Wähler                              | Wähler                    | 215.598 | 73,3 |                                                         |         |      |
| Wahlberechtigte                     | Wahlberechtigte           | 294.296 |      |                                                         |         |      |
|                                     |                           |         |      |                                                         |         |      |
| Quelle: Innenministerium            |                           |         |      |                                                         |         |      |